# Jebjerg
Jebjerg – miasto w Danii, w regionie Jutlandia Środkowa, w gminie Skive.